# Nekrolog 1. Quartal 1916
Nekrolog
◄◄
| ◄
| 1912
| 1913
| 1914
| 1915
| 1916 | 1917 | 1918 | 1919 | 1920 | ► | ►►
1. Quartal |
2. Quartal |
3. Quartal |
4. Quartal 1916
Weitere Ereignisse | Allgemeiner Nekrolog 1916
Die Beschreibung der verstorbenen Person sollte so kurz wie möglich gehalten sein und nur deren signifikante Tätigkeit(en) enthalten.
Neue Namen ggf. auch unter dem Geburts- und Sterbedatum, also etwa unter 1. Januar und im Geburts- und Sterbejahr (2024) eintragen (nur bei entsprechender großer Wichtigkeit). Für Beispiele siehe die schon vorhandenen Artikel.
Außerdem über die fünf zuletzt Verstorbenen, zu denen es einen ausreichend guten Artikel für eine Präsentation auf der Hauptseite gibt, nach der todesbedingten Überarbeitung der Artikel ggf. auch unter Wikipedia Diskussion:Hauptseite informieren und sie am besten auch in den anderen Wikipedia-Sprachversionen eintragen. Tipp: Regelmäßig bei news.google.de nach „ist tot“, „gestorben“ oder „verstorben“ suchen.
Wenn eine Person gestorben ist, gibt es viele Seiten zu dieser Person in der Wikipedia, die davon auch betroffen sind und entsprechend aktualisiert werden müssen. Beispiele: Namenübersichtsseite, Geburtsjahr, Geburtsort-Seiten und viele mehr.
Wie finde ich die betroffenen Seiten?
Im Suchfeld auf der linken Seite gibt man den Suchbegriff so ein: „Vorname Nachname“. Dann klickt man auf Volltext und alle Seiten mit entsprechendem Suchtext werden aufgerufen. Hier sieht man dann schnell, wo auch das Todesjahr Sinn macht oder sogar ein Teil des Artikels angepasst werden muss. Auch hilft das „Werkzeug“ auf der linken Seite sehr gut, um solche Seiten aufzufinden: „Links auf diese Seite“. Somit ist die Wikipedia wieder aktuell in allen Bereichen! Hinweis: bei Eintragung der Kategorie „Gestorben JAHR“ wird der Missbrauchsfilter 49 ausgelöst, was jedoch nicht schlimm ist. Siehe: Spezial:Missbrauchsfilter/49
Dies ist eine Liste von im ersten Quartal 1916 verstorbenen bekannten Persönlichkeiten. Die Einträge erfolgen innerhalb der einzelnen Daten alphabetisch sortiert. Tiere sind im Nekrolog für Tiere zu finden.

## Januar
| Tag        | Name                                 | Beruf, bekannt als                                               | Alter | Beleg |
| ---------- | ------------------------------------ | ---------------------------------------------------------------- | ----- | ----- |
| 1. Januar  | Max Bastelberger                     | deutscher Arzt und Schmetterlingskundler                         | 64    |       |
| 1. Januar  | Alfred W. Benson                     | US-amerikanischer Jurist und Politiker                           | 72    |       |
| 1. Januar  | Ludwig Friedrich                     | deutscher Maler, Kupferstecher und Radierer                      | 88    |       |
| 2. Januar  | Adolf Dessauer                       | österreichischer Bankier und Schriftsteller                      | 66    |       |
| 2. Januar  | Joseph Rucker Lamar                  | US-amerikanischer Richter                                        | 58    |       |
| 3. Januar  | Grenville M. Dodge                   | US-amerikanischer Politiker                                      | 84    |       |
| 3. Januar  | William Robertson McKenney           | US-amerikanischer Politiker                                      | 64    |       |
| 3. Januar  | Robert T. Van Horn                   | US-amerikanischer Politiker                                      | 91    |       |
| 3. Januar  | Adolph Libert Westphalen             | deutscher Architekt und Branddirektor                            | 64    |       |
| 3. Januar  | Albert Wyss                          | Schweizer Architekt und Bauunternehmer                           | 72    |       |
| 4. Januar  | Johann Martin Bürkle                 | deutscher evangelischer Geistlicher und Schriftsteller           | 83    |       |
| 4. Januar  | Francis Charmes                      | französischer Journalist, Diplomat und Politiker                 | 67    |       |
| 4. Januar  | Godefroid Kurth                      | belgischer Historiker                                            | 68    |       |
| 4. Januar  | Howard Mutchler                      | US-amerikanischer Politiker                                      | 56    |       |
| 4. Januar  | Gerd von Rundstedt                   | preußischer Generalmajor                                         | 67    |       |
| 5. Januar  | Lennet Kann                          | Aachener Stadtoriginal                                           |       |       |
| 5. Januar  | Hermann Klaatsch                     | deutscher Anthropologe                                           | 52    |       |
| 5. Januar  | Max Rudeloff                         | deutscher Sanitätsoffizier                                       | 67    |       |
| 5. Januar  | Richard Sigmund Schultze             | deutscher Kommunalpolitiker und Bürgermeister von Greifswald     | 84    |       |
| 6. Januar  | Edith Woodman Burroughs              | amerikanische Bildhauerin                                        |       |       |
| 6. Januar  | Harold Bolingbroke Mudie             | britischer Börsenhändler                                         | 35    |       |
| 7. Januar  | Oskar Kasimirowitsch Grippenberg     | russischer General                                               | 77    |       |
| 7. Januar  | Alfred Ilg                           | Schweizer Ingenieur                                              | 61    |       |
| 7. Januar  | Wilhelm Meier-Jobst                  | deutscher Landwirt und Politiker (FVp), MdR                      | 73    |       |
| 8. Januar  | Rembrandt Bugatti                    | italienischer Bildhauer                                          | 31    |       |
| 8. Januar  | Carl Hellström                       | schwedischer Offizier, Maler, Karikaturist und Grafiker          | 74    |       |
| 8. Januar  | Eugene Woldemar Hilgard              | deutscher Bodenkundler, Geologe und Agrarwissenschaftler         | 83    |       |
| 8. Januar  | Ada Rehan                            | US-amerikanische Theaterschauspielerin                           | 58    |       |
| 8. Januar  | Richard Scannell                     | irischer Geistlicher, Bischof von Concordia                      | 70    |       |
| 8. Januar  | Charles Conrad Schneider             | US-amerikanischer Ingenieur                                      | 72    |       |
| 9. Januar  | Tadeusz Ajdukiewicz                  | polnischer Porträt-, Genre- und Militärmaler                     |       |       |
| 9. Januar  | Edward Levy-Lawson, 1. Baron Burnham | britischer Zeitungsverleger                                      | 82    |       |
| 9. Januar  | Alexander Mark Rossi                 | britischer Genremaler                                            |       |       |
| 9. Januar  | Paul Sorauer                         | deutscher Botaniker und Phytomediziner                           | 76    |       |
| 10. Januar | Guido Baccelli                       | italienischer Mediziner und Politiker                            | 85    |       |
| 10. Januar | Reginald Koettlitz                   | britischer Mediziner und Polarforscher                           | 55    |       |
| 11. Januar | Jacob Hilsdorf                       | deutscher Fotograf                                               | 43    |       |
| 11. Januar | Less Martowytsch                     | ukrainischer Schriftsteller und Redakteur mehrerer Zeitschriften | 44    |       |
| 11. Januar | Takashima Tomonosuke                 | Generalleutnant und Heeresminister                               | 71    |       |
| 12. Januar | Otto Büsing                          | deutscher Politiker (NLP), MdR                                   | 78    |       |
| 12. Januar | Alfred Holder                        | deutscher Philologe, Handschriftenforscher und Bibliothekar.     | 75    |       |
| 12. Januar | Georgios Theotokis                   | griechischer Politiker und Ministerpräsident                     |       |       |
| 12. Januar | Julius Wallichs                      | deutscher Arzt und Standespolitiker                              | 84    |       |
| 13. Januar | Richard Eckermann                    | deutscher Marineoffizier                                         |       |       |
| 13. Januar | Basil Hossu                          | rumänischer Priester, Bischof von Gherla, Bischof von Lugoj      | 49    |       |
| 13. Januar | Victoriano Huerta                    | mexikanischer General und Präsident Mexikos (1913–1914)          | 65    |       |
| 13. Januar | Sergei Issajewitsch Utotschkin       | russischer Radrennfahrer                                         | 39    |       |
| 14. Januar | Otto Ammon                           | deutscher Anthropologe                                           | 73    |       |
| 15. Januar | Paul Leopold Friedrich               | deutscher Chirurg, Hochschullehrer und Sanitätsoffizier          | 51    |       |
| 15. Januar | Alfred Milnes                        | US-amerikanischer Politiker                                      | 71    |       |
| 15. Januar | Modest Iljitsch Tschaikowski         | russischer Dramatiker, Librettist und Übersetzer                 | 65    |       |
| 16. Januar | Richard Heß                          | deutscher Forstwissenschaftler                                   | 80    |       |
| 17. Januar | Arnold Aletrino                      | niederländischer Arzt, Anthropologe und Autor                    | 57    |       |
| 17. Januar | Marie Bracquemond                    | französische Malerin                                             | 75    |       |
| 17. Januar | Arthur V. Johnson                    | US-amerikanischer Schauspieler und Stummfilmregisseur            | 39    |       |
| 17. Januar | Alfons Wertmüller                    | deutsch-böhmischer Architekt und Baumeister                      | 63    |       |
| 17. Januar | Flora Zenker                         | deutsche Malerin                                                 | 45    |       |
| 18. Januar | Alban Förster                        | deutscher Komponist                                              | 66    |       |
| 18. Januar | Lorenzo Latorre                      | Präsident Uruguays                                               | 71    |       |
| 18. Januar | Česlovas Sasnauskas                  | litauischer Komponist                                            | 48    |       |
| 19. Januar | Alfred Dove                          | deutscher Historiker und Publizist                               | 71    |       |
| 19. Januar | Hans Heinrich Jess                   | norwegischer Architekt und Baumeister                            | 68    |       |
| 19. Januar | Karl Rübel                           | deutscher Historiker und Archivar                                | 67    |       |
| 19. Januar | Therese Stutzer                      | deutsche Schriftstellerin                                        | 74    |       |
| 20. Januar | Hugh Durant                          | britischer Sportschütze                                          | 38    |       |
| 20. Januar | Hermann Schrader                     | deutscher Klassischer Philologe und Gymnasiallehrer              | 74    |       |
| 20. Januar | Andreas Streit                       | österreichischer Architekt                                       | 75    |       |
| 21. Januar | Victor von Podbielski                | deutscher Militär, zuletzt Generalleutnant und Politiker, MdR    | 71    |       |
| 22. Januar | Eduard Sigismund Böcking             | deutscher Industrieller                                          | 73    |       |
| 22. Januar | Iwan Knorr                           | deutscher Komponist und Musikpädagoge                            | 63    |       |
| 23. Januar | Isa Boletini                         | albanischer Politiker                                            |       |       |
| 23. Januar | Wilhelm Riedel                       | deutscher Tuchfabrikant und Wohltäter                            | 86    |       |
| 23. Januar | Ernst von Tschiderer                 | österreichischer Komponist                                       | 85    |       |
| 24. Januar | Friedrich Albert Schmidt             | deutscher Landschafts- und Porträtmaler                          | 69    |       |
| 25. Januar | Marie Loeper-Housselle               | Frauenrechtlerin und Lehrerin                                    | 78    |       |
| 25. Januar | Ferenc Szoldatits                    | ungarischer Maler                                                | 95    |       |
| 26. Januar | William Shakespeare Burton           | britischer Genre-Maler                                           | 91    |       |
| 26. Januar | Franz Xaver von Schönaich            | österreichischer General und Reichskriegsminister (1906–1911)    | 71    |       |
| 27. Januar | Geoffrey Coles                       | britischer Sportschütze                                          | 44    |       |
| 27. Januar | Ludwig Heusner                       | deutscher Orthopäde, Chirurg und Krankenhausleiter               | 71    |       |
| 27. Januar | Cesare De Sanctis                    | italienischer Komponist, Kirchenmusiker und Musikpädagoge        | 91    |       |
| 27. Januar | Franz von Merveldt                   | österreichischer Verwaltungsjurist und Politiker                 | 71    |       |
| 27. Januar | Charles Clarence Pratt               | US-amerikanischer Politiker                                      | 61    |       |
| 28. Januar | Carl Marquardt                       | deutscher Autor und Völkerschau-Impresario                       |       |       |
| 28. Januar | Tyre York                            | US-amerikanischer Politiker                                      | 79    |       |
| 29. Januar | Sibylle von Olfers                   | deutsche Kinderbuchautorin, Zeichnerin und Schriftstellerin      | 34    |       |
| 30. Januar | Joseph Jacobs                        | australischer Historiker und Volkskundler                        | 61    |       |
| 30. Januar | Clements Markham                     | britischer Entdecker, Autor und Geograph                         | 85    |       |
| 30. Januar | Julius Pohlig                        | deutscher Ingenieur und Unternehmer                              | 73    |       |
| 31. Januar | Otto Friedrich Bassermann            | deutscher Verleger                                               | 76    |       |
| 31. Januar | Raimund Folgner                      | österreichischer Geologe                                         | 27    |       |
| 31. Januar | August Michaelis                     | deutscher Chemiker                                               | 68    |       |

## Februar
| Tag                 | Name                               | Beruf, bekannt als | Alter | Beleg |
| ------------------- | ---------------------------------- | --- | ----- | ----- |
| 1. Februar          | James Boucaut                      | australischer Politiker, Rechtsanwalt und Richter, dreimaliger Premierminister von South Australia                                                | 84    |       |
| 1. Februar          | Yusuf Izzettin Efendi              | Thronfolger des osmanischen Throns | 58    |       |
| 1. Februar          | Moritz Frauscher                   | österreichischer Sänger | 56    |       |
| 1. Februar          | Anton Juljewitsch Simon            | russischer Komponist französischer Herkunft | 65    |       |
| 2. Februar          | Vinzenz Chiavacci                  | österreichischer Schriftsteller | 68    |       |
| 2. Februar          | Marie Elise Loke                   | niederländische Romanistin | 45    |       |
| 3. Februar          | Walter Löb                         | deutscher Chemiker | 43    |       |
| 4. Februar          | Adolphe Biarent                    | belgischer Komponist und Dirigent | 44    |       |
| 4. Februar          | Peter Schalfejew                   | deutsch-baltischer Slawist | 57    |       |
| 5. Februar          | Josef Mark                         | österreichischer Theaterschauspieler und Opernsänger (Bass)                                                                                       | 65    |       |
| 5. Februar          | Martin Waas                        | hessischer Oberkonsistorialrat | 73    |       |
| 6. Februar          | Rubén Darío                        | nicaraguanischer Schriftsteller und Diplomat | 49    |       |
| 6. Februar          | Friedrich Hufnagel                 | deutscher unierter Theologe und Historiker | 76    |       |
| 6. Februar          | Cordula Wöhler                     | deutsche Dichterin und Schriftstellerin | 70    |       |
| 7. Februar          | Franklin E. Brooks                 | US-amerikanischer Politiker | 55    |       |
| 7. Februar          | William Peters Hepburn             | US-amerikanischer Politiker | 82    |       |
| 7. Februar          | Fritz Scharenberg                  | deutscher Jurist | 69    |       |
| 8. Februar          | Wilhelm Bertsch                    | Architekt und Leiter des Bauamtes der Stadt München                                                                                               | 50    |       |
| 8. Februar          | Arwed Emminghaus                   | deutscher Nationalökonom | 84    |       |
| 8. Februar          | Gustav Falke                       | deutscher Schriftsteller | 63    |       |
| 8. Februar          | Robert Rosenthal                   | deutscher Kirchenmaler |       |       |
| 9. Februar          | Katō Hiroyuki                      | japanischer Gelehrter und Politiker | 79    |       |
| 9. Februar          | Luigi Loir                         | französischer Künstler | 70    |       |
| 9. Februar          | Isala Van Diest                    | belgische Medizinerin und Frauenrechtlerin | 73    |       |
| 9. Februar          | Hynek Vojáček                      | tschechischer Komponist, Musikpädagoge und Publizist                                                                                              | 90    |       |
| 10. Februar         | Naftali Amsterdam                  | jüdischer Gelehrter und Führer der Mussar-Bewegung                                                                                                |       |       |
| 10. Februar         | Martin K. Gantz                    | US-amerikanischer Politiker | 54    |       |
| 11. Februar         | Paul Jonas                         | deutscher Rechtsanwalt |       |       |
| 12. Februar         | Guglielmo Calderini                | italienischer Architekt | 78    |       |
| 12. Februar         | Richard Dedekind                   | deutscher Mathematiker | 84    |       |
| 12. Februar         | Oskar Zwintscher                   | deutscher Maler | 45    |       |
| 13. Februar         | Anni Marie Abdoullah-Hammerschmidt | österreichische Malerin | 42    |       |
| 13. Februar         | Vilhelm Hammershøi                 | dänischer Maler | 51    |       |
| 13. Februar         | Juan Kaiser                        | Schweizer Geschäftsmann und Verleger in Guadalajara, Mexiko                                                                                       | 56    |       |
| 13. Februar         | Carlos Antonio Mendoza             | dritter Staatspräsident von Panama | 59    |       |
| 13. Februar         | Fritz Ryser                        | Schweizer Radrennfahrer | 42    |       |
| 13. Februar         | Wilhelm Schöpff                    | deutscher Pastor, Dichter und Librettist | 89    |       |
| 13. Februar         | Philipp Veltman                    | deutscher Politiker | 56    |       |
| 13. Februar         | Karl Bruno Johannes Westphal       | deutscher Reichsgerichtsrat | 55    |       |
| 14. Februar         | Adolf von Auer                     | deutscher Rechtsanwalt, Aufsichtsratsvorsitzender der Bayerischen Hypotheken- und Wechsel-Bank und Mitglied der bayerischen Kammer der Reichsräte | 84    |       |
| 14. Februar         | Percy Daniels                      | US-amerikanischer Politiker | 75    |       |
| 14. Februar         | Fred Hendschel                     | US-amerikanischer Schwimmer | 36    |       |
| 15. Februar         | Frank Cannon                       | englischer Fußballspieler | 27    |       |
| 15. Februar         | Pierre Chappuis                    | Schweizer Physiker | 60    |       |
| 15. Februar         | William Turner                     | britischer Anatom | 84    |       |
| 16. Februar         | Bernhard Dommes                    | deutscher Landwirt und Politiker | 83    |       |
| 16. Februar         | Maria Plozner Mentil               | italienische militärische Lastenträgerin |       |       |
| 16. Februar         | Georg von Oettingen                | deutsch-baltischer Mediziner | 91    |       |
| 16. Februar         | Heinrich Andreas Sophus Petersen   | deutscher Marinemaler | 81    |       |
| 17. Februar         | Miklós Konkoly-Thege               | ungarischer Astronom | 74    |       |
| 17. Februar         | Maurice Vignaux                    | französischer Billardweltmeister und Fachbuchautor                                                                                                |       |       |
| 18. Februar         | Louis Braun                        | deutscher Historienmaler, Militärmaler | 79    |       |
| 18. Februar         | James Mercer Garnett               | US-amerikanischer Anglist | 75    |       |
| 18. Februar         | Walther Jentzsch                   | deutscher Verwaltungsjurist, Landrat in Paderborn                                                                                                 | 82    |       |
| 18. Februar         | John Mather                        | australischer Künstler |       |       |
| 18. od. 19. Februar | Ernst Mohr                         | deutscher Kunstturner | 38    |       |
| 18. Februar         | Andreas Schulze-Henne              | deutscher Gutsbesitzer und Politiker (NLP), MdR                                                                                                   | 74    |       |
| 19. Februar         | Afonso Arinos de Melo Franco       | brasilianischer Schriftsteller und Journalist | 47    |       |
| 19. Februar         | Bob Benson                         | englischer Fußballspieler | 33    |       |
| 19. Februar         | Georg Finsler                      | Schweizer Altphilologe | 63    |       |
| 19. Februar         | Ernst Mach                         | österreichischer Physiker, Philosoph und Wissenschaftstheoretiker                                                                                 | 78    |       |
| 20. Februar         | Klas Pontus Arnoldson              | schwedischer Journalist, Politiker, Mitglied des Riksdag und Friedensnobelpreisträger                                                             | 71    |       |
| 20. Februar         | Konrad Wilhelm von Rüger           | deutscher Politiker, Finanz- und Justizminister sowie Ministerpräsident im Königreich Sachsen                                                     | 78    |       |
| 20. Februar         | Philipp Wilhelm von Schoeller      | deutsch-österreichischer Unternehmer und Bankier sowie Kunstfotograf                                                                              | 70    |       |
| 21. Februar         | John Mosher Bailey                 | US-amerikanischer Jurist und Politiker | 77    |       |
| 21. Februar         | Karl Begas                         | deutscher Bildhauer | 70    |       |
| 21. Februar         | Feodor von Gnauth                  | deutscher Politiker, Oberbürgermeister von Gießen und Finanzminister des Großherzogtums Hessen                                                    | 61    |       |
| 21. Februar         | Jules Jaluzot                      | französischer Unternehmer und Politiker | 81    |       |
| 21. Februar         | Carl von Kühlewein                 | deutscher Unternehmer und Numismatiker | 69    |       |
| 21. Februar         | Robert Mittelbach                  | deutscher Topograf und Verleger kartografischer Werke                                                                                             | 60    |       |
| 21. Februar         | Hermann von Rohden                 | deutscher Klassischer Archäologe und Gymnasiallehrer                                                                                              | 64    |       |
| 21. Februar         | Herman Schnetzky                   | deutschamerikanischer Architekt |       |       |
| 22. Februar         | Émile Driant                       | französischer Politiker und Offizier | 60    |       |
| 22. Februar         | John G. Otis                       | US-amerikanischer Politiker | 78    |       |
| 22. Februar         | Rudolph Carl Kaspar von Rex        | sächsischer Wirklicher Geheimer Rat | 58    |       |
| 23. Februar         | Hugo von Pohl                      | deutscher Marineoffizier, Admiral im Ersten Weltkrieg                                                                                             | 60    |       |
| 23. Februar         | Hans von Prittwitz und Gaffron     | preußischer Offizier, zuletzt Generalleutnant | 75    |       |
| 24. Februar         | Charles Ericksen                   | norwegischer Ringer | 40    |       |
| 25. Februar         | Wilhelm Hasselmann                 | deutscher Politiker (ADAV, SPD), MdR | 71    |       |
| 26. Februar         | Jakub Husník                       | tschechischer Maler, Zeichenlehrer und Erfinder des verbesserten Lichtdruckes                                                                     | 78    |       |
| 26. Februar         | Gustav Knoblauch                   | deutscher Architekt | 82    |       |
| 26. Februar         | Charles Manley                     | irischer Schauspieler | 85    |       |
| 27. Februar         | Manning Marius Kimmel              | US-amerikanischer Offizier und Ingenieur | 83    |       |
| 27. Februar         | Wilhelm Klingenstein               | deutscher Geschäftsmann und Philanthrop | 82    |       |
| 27. Februar         | Georg Leubuscher                   | deutscher Mediziner und Sozialreformer | 57    |       |
| 28. Februar         | John Morton Eshleman               | US-amerikanischer Politiker | 39    |       |
| 28. Februar         | Henry James                        | amerikanischer Schriftsteller | 72    |       |
| 28. Februar         | Albert Kreuzberg                   | preußischer Verwaltungsbeamter und Landrat | 44    |       |
| 28. Februar         | Louis von Stephani                 | preußischer General der Infanterie | 72    |       |
| 29. Februar         | Anton Freissler                    | österreichischer Unternehmer und Techniker | 77    |       |
| 29. Februar         | Antonius Fromm                     | deutscher Journalist und Verleger | 75    |       |
| 29. Februar         | Alexandra Frosterus-Såltin         | finnische Malerin der Düsseldorfer Schule | 78    |       |
| 29. Februar         | Karl von Richthofen-Damsdorf       | deutscher Regierungsbeamter, Rittergutsbesitzer und Politiker, MdR                                                                                | 73    |       |
|                     | Thomas Georg Driendl               | deutsch-brasilianischer Maler, Architekt, Innenarchitekt und Restaurator                                                                          | 66    |       |

## März
| Tag      | Name                               | Beruf, bekannt als                                                                                                  | Alter | Beleg |
| -------- | ---------------------------------- | --- | ----- | ----- |
| 1. März  | Kurt von Koseritz                  | deutscher Staatsmann                                                                                                | 77    |       |
| 1. März  | Otto Ludwig Christof von Schönberg | sächsischer Landtagsabgeordneter, Kammerherr und Rittergutsbesitzer                                                 | 91    |       |
| 2. März  | Yngvar Nielsen                     | norwegischer Historiker, Geograf und Politiker                                                                      | 72    |       |
| 2. März  | Friedrich Wilhelm von Niesewand    | preußischer Generalleutnant                                                                                         | 82    |       |
| 2. März  | Paul Pochhammer                    | deutscher Dante-Forscher                                                                                            | 75    |       |
| 2. März  | Elisabeth zu Wied                  | deutsche Adlige, Königin von Rumänien und Schriftstellerin                                                          | 72    |       |
| 3. März  | William R. Brown                   | US-amerikanischer Politiker                                                                                         | 75    |       |
| 3. März  | Eduard Herrmann                    | deutscher Geistlicher und Politiker (Zentrum), MdR                                                                  | 79    |       |
| 3. März  | George Huntington                  | US-amerikanischer Arzt                                                                                              | 65    |       |
| 3. März  | John Wesley Judd                   | britischer Geologe                                                                                                  | 76    |       |
| 4. März  | Franz Marc                         | deutscher Maler, Zeichner und Grafiker                                                                              | 36    |       |
| 4. März  | Henry Augustus Reeves              | US-amerikanischer Jurist, Politiker und Zeitungsherausgeber                                                         | 83    |       |
| 4. März  | Nicholas E. Worthington            | US-amerikanischer Politiker                                                                                         | 82    |       |
| 5. März  | Casimir von Chlapowski             | deutscher Rittergutsbesitzer und Politiker, MdR                                                                     | 83    |       |
| 5. März  | Wilhelm Fraenkel                   | deutscher Architekt des Historismus                                                                                 | 71    |       |
| 6. März  | Julian von Hartmann                | deutscher Verwaltungsjurist und Regierungspräsident der Regierungsbezirke Aurich und Aachen                         | 73    |       |
| 7. März  | José Ferrer                        | spanischer Gitarrist, Komponist und Musikpädagoge                                                                   | 80    |       |
| 7. März  | Jacques Preiß                      | französisch-deutscher Jurist und Politiker, MdR                                                                     | 56    |       |
| 8. März  | Max de Diesbach                    | Schweizer Jurist, Historiker, Bibliothekar und Politiker                                                            | 64    |       |
| 8. März  | Johannes Hesse                     | baltischer Missionar                                                                                                | 68    |       |
| 8. März  | Fred T. Jane                       | britischer Seekriegshistoriker                                                                                      | 50    |       |
| 8. März  | Rudolf Oetker                      | deutscher Fabrikant, Gründer des Bielefelder Unternehmens Dr.Oetker                                                 | 26    |       |
| 8. März  | Louis Weck                         | Schweizer Politiker und Staatsrat des Kantons Freiburg                                                              | 48    |       |
| 9. März  | Richard Béringuier                 | deutscher Amtsrichter                                                                                               | 62    |       |
| 9. März  | William Gay Brown junior           | US-amerikanischer Politiker                                                                                         | 59    |       |
| 9. März  | Julius Gensel                      | deutscher Jurist und Politiker (NLP), MdR, Landtagsabgeordneter in Sachsen                                          | 80    |       |
| 9. März  | Arnold Spencer-Smith               | britischer Kaplan und Fotograf auf Shackletons Forschungsreise                                                      | 32    |       |
| 10. März | Friedrich von Amelunxen            | preußischer Generalmajor                                                                                            | 55    |       |
| 10. März | Wilhelm Broekmann                  | deutscher Jurist und Politiker, MdR                                                                                 | 73    |       |
| 10. März | Sámuel Teleki                      | österreichisch-ungarischer Politiker, Entdecker und Forschungsreisender                                             | 70    |       |
| 10. März | Rudolf Zahn                        | deutscher Architekt                                                                                                 | 40    |       |
| 11. März | Eugen von Albedyll                 | preußischer Generalleutnant                                                                                         | 73    |       |
| 11. März | Florence Baker                     | englische Afrikaforscherin                                                                                          | 74    |       |
| 11. März | Henry G. Davis                     | US-amerikanischer Unternehmer und Politiker                                                                         | 92    |       |
| 11. März | Gustav Pescatore                   | deutscher Jurist und Hochschullehrer                                                                                | 65    |       |
| 11. März | Emil Pfersche                      | österreichischer Privatrechtler und Hochschullehrer                                                                 | 61    |       |
| 12. März | Julien Davignon                    | belgischer Politiker                                                                                                | 61    |       |
| 12. März | William M. O. Dawson               | US-amerikanischer Politiker                                                                                         | 62    |       |
| 12. März | Marie von Ebner-Eschenbach         | österreichische Schriftstellerin                                                                                    | 85    |       |
| 12. März | August Eisenlohr                   | deutscher Beamter, Minister und Politiker (NLP), MdR                                                                | 83    |       |
| 12. März | Georg von Köller                   | deutscher Verwaltungsjurist und Rittergutsbesitzer; Abgeordneter und Staatsrat in Preußen                           | 93    |       |
| 12. März | George William Palmer              | US-amerikanischer Jurist und Politiker                                                                              | 98    |       |
| 13. März | Ján Bahýľ                          | slowakischer Erfinder                                                                                               | 59    |       |
| 13. März | Otto Hausmann                      | deutscher Schriftsteller und Grafiker                                                                               | 78    |       |
| 13. März | Adolf von Mess                     | deutscher Klassischer Philologe                                                                                     | 41    |       |
| 13. März | August Werner                      | deutscher Kaufmann, Fabrikant, Geheimer Kommerzienrat, Mäzen, Präsident der hannoverschen IHK und Senator           | 70    |       |
| 14. März | Franz Xaver von Garnier            | preußischer Generalleutnant                                                                                         | 73    |       |
| 14. März | Benjamin F. Shively                | US-amerikanischer Politiker                                                                                         | 58    |       |
| 14. März | Anna Simson                        | deutsche Frauenrechtlerin                                                                                           | 80    |       |
| 15. März | Jacob A. Kohler                    | US-amerikanischer Jurist und Politiker                                                                              | 80    |       |
| 15. März | Ivan Levinstein                    | deutsch-britischer Chemiker                                                                                         | 70    |       |
| 16. März | Richard Henry Falkland Fenton      | englischer Schachspieler                                                                                            | 79    |       |
| 16. März | Girolamo Maria Gotti               | italienischer Ordensgeistlicher, Kurienkardinal                                                                     | 81    |       |
| 16. März | Wilhelm Kobelt                     | deutscher Arzt, Professor und Zoologe, speziell Malakologe                                                          | 76    |       |
| 16. März | William Taylor Thornton            | US-amerikanischer Politiker                                                                                         | 73    |       |
| 16. März | Andreas Winkler                    | österreichischer Jurist und Politiker                                                                               | 90    |       |
| 17. März | Ernst Isselmann                    | deutscher Maler | 30    |       |
| 18. März | Karl Gölsdorf                      | österreichischer Ingenieur und Lokomotivkonstrukteur                                                                | 54    |       |
| 18. März | August Kühn                        | deutscher Verleger und Politiker (SPD), MdR                                                                         | 69    |       |
| 19. März | John James Davis                   | US-amerikanischer Politiker                                                                                         | 80    |       |
| 19. März | August Harnier                     | hessischer Jurist und Mitglied des Provinzialrats Hessen-Nassau                                                     | 60    |       |
| 19. März | Rudolf Linnemann                   | deutscher Architekt, Innenarchitekt und Glasmaler                                                                   | 41    |       |
| 19. März | Robert Schade                      | deutscher Goldschmied                                                                                               | 66    |       |
| 19. März | Alexis de Speyer                   | russischer Botschafter                                                                                              | 61    |       |
| 19. März | Wassili Iwanowitsch Surikow        | russischer Maler und Mitglied der Peredwischniki                                                                    | 68    |       |
| 20. März | Ota Benga                          | kongolesischer Pygmäe, der 1906 im Bronx Zoo in einer Völkerschau zur Schau gestellt wurde                          |       |       |
| 20. März | Thomas Francis Brennan             | US-amerikanischer Geistlicher, Bischof von Dallas                                                                   | 62    |       |
| 20. März | Stephen Wallace Dorsey             | US-amerikanischer Politiker                                                                                         | 74    |       |
| 20. März | Jules Gosselet                     | französischer Geologe und Paläontologe                                                                              | 83    |       |
| 20. März | William Jayne                      | US-amerikanischer Politiker                                                                                         | 89    |       |
| 21. März | Christian Griepenkerl              | deutsch-österreichischer Maler und Professor an der Akademie der bildenden Künste in Wien                           | 77    |       |
| 21. März | Felix von Schumacher               | Schweizer Bauingenieur, Konsul und Politiker                                                                        | 59    |       |
| 21. März | Cole Younger                       | US-amerikanischer Revolvermann                                                                                      | 72    |       |
| 21. März | Bonaventura Zumbini                | italienischer Romanist, Italianist und Komparatist                                                                  | 79    |       |
| 22. März | Oskar Beyer                        | deutsch-österreichischer Architekt                                                                                  | 67    |       |
| 22. März | Egmont von Brünneck                | deutscher Verwaltungs- und Hofbeamter                                                                               | 73    |       |
| 22. März | Ferdinand Fellner der Jüngere      | österreichischer Architekt                                                                                          | 68    |       |
| 22. März | Balduin Groller                    | österreichischer Journalist, Schriftsteller und Sportfunktionär                                                     | 67    |       |
| 23. März | Carl Brendgen                      | deutscher Unternehmer                                                                                               | 74    |       |
| 23. März | Rasmus Christoffer Effersøe        | färöischer Nationaldichter                                                                                          | 58    |       |
| 23. März | Bruno Keil                         | deutscher Klassischer Philologe                                                                                     | 56    |       |
| 23. März | Theodore Pergande                  | US-amerikanischer Entomologe                                                                                        | 75    |       |
| 24. März | George Wythe Baylor                | US-amerikanischer Texas Ranger und Politiker sowie Offizier in der Konföderiertenarmee                              | 83    |       |
| 24. März | August Fick                        | deutscher Sprachforscher                                                                                            | 82    |       |
| 24. März | Manliffe Francis Goodbody          | irischer Tennisspieler                                                                                              | 47    |       |
| 24. März | Enrique Granados                   | spanischer Komponist und Pianist                                                                                    | 48    |       |
| 24. März | Soter Stephen Ortynsky             | ukrainisch griechisch-katholischer Bischof                                                                          | 50    |       |
| 25. März | Karl Galster                       | deutscher Marineoffizier                                                                                            | 29    |       |
| 25. März | Ishi                               | Indianer, letzter Überlebender der Yahi                                                                             |       |       |
| 25. März | Emilie Wedekind-Kammerer           | deutsche Schauspielerin und Sängerin, Mutter von Frank Wedekind                                                     | 75    |       |
| 27. März | Horatio Bisbee                     | US-amerikanischer Politiker                                                                                         | 76    |       |
| 27. März | Susan Blow                         | US-amerikanische Reformpädagogin                                                                                    | 72    |       |
| 27. März | Adolf Cornehls                     | deutscher Architekt                                                                                                 | 52    |       |
| 27. März | Moritz Manheimer                   | deutscher Kaufmann und Philanthrop                                                                                  | 89    |       |
| 27. März | Kārlis Mīlenbahs                   | lettischer Sprachwissenschaftler                                                                                    | 63    |       |
| 27. März | August Wieser                      | österreichischer Jurist und Politiker                                                                               | 68    |       |
| 27. März | Franz Xaver Zettler                | deutscher Zeichner und Glasmaler, Begründer des Instituts für kirchliche Glasmalerei, später Hofglasmalerei Zettler | 74    |       |
| 28. März | Arnold Heimann                     | Schweizer Lehrer und Bühnenautor in Mundart                                                                         | 59    |       |
| 28. März | Johannes Hunnaeus                  | Landgerichtspräsident und Mitglied des Lippischen Landtags                                                          | 81    |       |
| 28. März | Georg Hirth                        | deutscher Schriftsteller, Journalist und Verleger                                                                   | 74    |       |
| 28. März | Emily Woodruff                     | US-amerikanische Bogenschützin                                                                                      | 69    |       |
| 29. März | Adolph von Schlieffen              | deutscher Verwaltungsbeamter und Rittergutsbesitzer                                                                 | 74    |       |
| 29. März | Eduard Thraemer                    | deutschbaltischer Klassischer Philologe und Archäologe                                                              | 73    |       |
| 30. März | Josef Golling                      | österreichischer Lehrer und Altphilologe                                                                            | 68    |       |
| 30. März | Nakamuta Kuranosuke                | japanischer Vizeadmiral                                                                                             | 79    |       |
| 30. März | Franz von Schönberg                | sächsischer Generalleutnant                                                                                         | 60    |       |
| 31. März | Ernst Adolf Birkenmayer            | deutscher Mediziner, Gutsbesitzer und Politiker, MdR                                                                | 74    |       |
| 31. März | August Theodor Goebel              | deutscher Drucker und Autor                                                                                         | 87    |       |
|          | Gustav von Portheim                | Person des böhmischen und österreichischen Genossenschaftswesens                                                    |       |       |
|          | Daniel Auguste Rosenstiehl         | französischer Chemiker                                                                                              | 76    |       |